# Země Slezská
Země Slezská (v textu země Slezská nebo Slezská země) byla v letech 1918–1928 samosprávnou zemí první Československé republiky.

## Vznik Československa

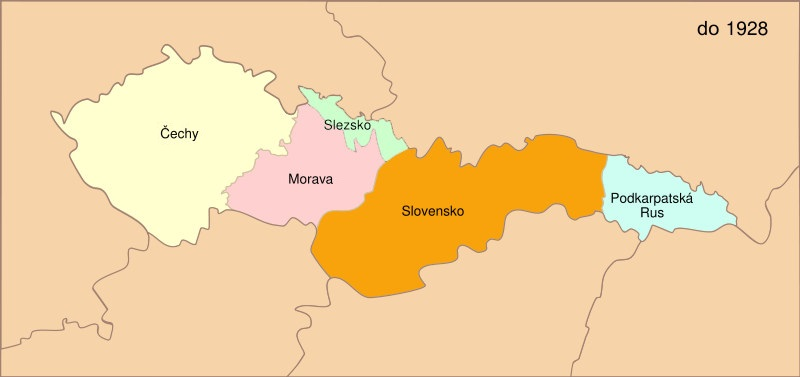
Zemské členění Československa

Československo bylo po svém vzniku členěno na pět zemí, na území dnešní České republiky se nacházely tři z nich: země Česká, země Moravská a země Slezská. Země Slezská byla přímou nástupkyní vévodství Slezského (rakouského Slezska) a spravovala jej slezská zemská vláda v čele s zemským prezidentem. Hned rok po vzniku Československa však byl rakouskými Němci vyhlášen stát Německé Rakousko a země Slezská spadala do provincie Sudetenland s hlavním městem v Opavě (Troppau). K jeho obraně byla povolána armáda Německého Rakouska (Volkswehr), která měla 6700 vojáků. Když Československá armáda obsazovala Sudetenland, tak nenarazila na odpor. Dne 19. prosince 1919 mohla znovu zemská vláda v Opavě zahájit činnost. Konečnou podobu hranic získalo československé Slezsko až po skončení sedmidenní války, která jej obohatila o Těšínsko.

## Vývoj v letech 1920–1928

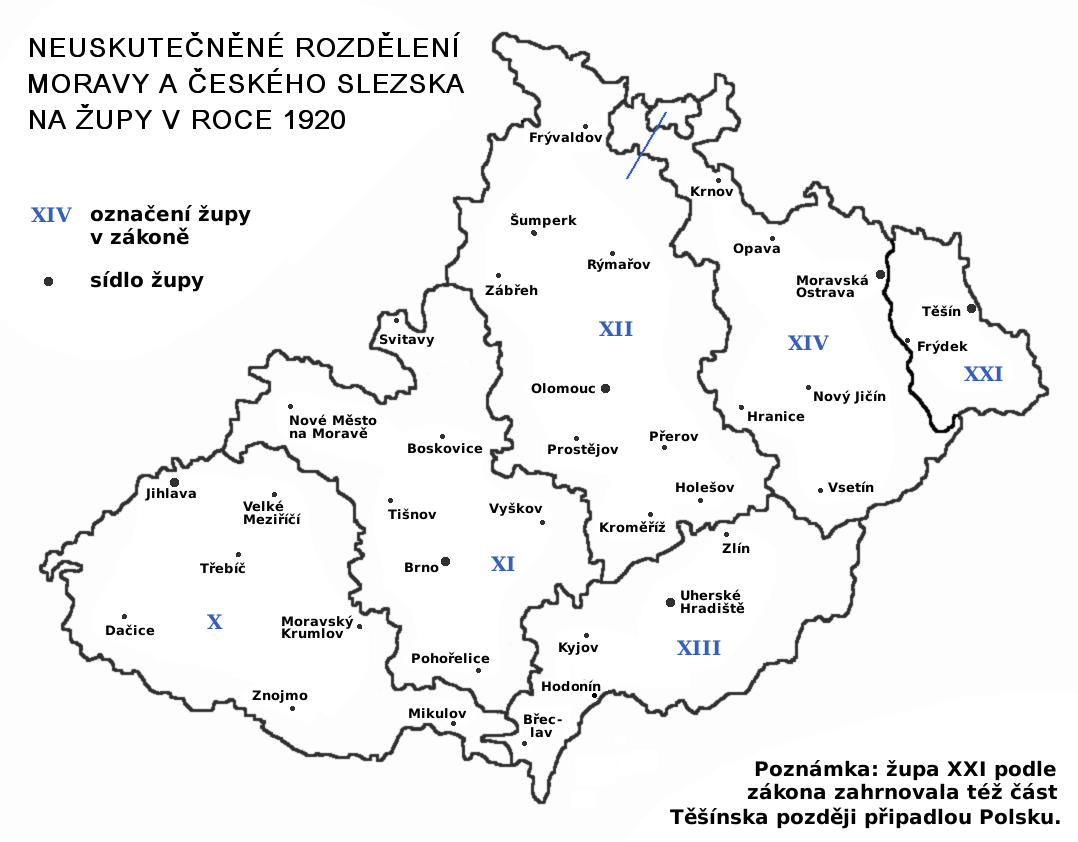
Plánované rozdělení Moravy a Slezska na župy

Československá ústava z roku 1920 nahradila zemské zřízení župním. Župy měly respektovat česko-moravskou hranici, neměly však respektovat moravsko-slezskou hranici. Zákon o župách měl vstoupit v platnost v roce 1923, ale díky velikému odporu na Moravě i ve Slezsku z obav z podřízenosti vůči Praze byly župy ustanoveny jenom na Slovensku. Země Slezská existovala dále až do roku 1928, kdy vstoupil v platnost nový zákon o „organisaci politické správy“. Ten sloučil zemi Moravskou a zemi Slezskou do země Moravskoslezské. Slezská zemská hranice však nadále byla respektována okresy. Důvodem pro vznik země Moravskoslezské byla nejen relativně malá rozloha českého Slezska, ale také snaha omezit politický vliv zdejších sudetských Němců a těšínských Poláků. Téměř všechny slezské noviny (místní české i německé) otiskly proti spojení kritické články. Spojení Slezska s Moravou do jedné země vyvolalo protesty slezských Čechů, Němců i Poláků. Nejostřeji protestovali těšínští autonomisté – tzv. „Šlonzáci“, vedení Josefem Koždoněm.

## Slezská expozitura země Moravskoslezské
V roce 1945 po osvobození vyjednávala Slezská národní rada s pražskou vládou o samosprávě Slezska. Vláda učinila kompromisní řešení a zřídila Slezskou expozituru zemského národního výboru země Moravskoslezské se sídlem v Ostravě (oficiálně Zemský národní výbor země Moravskoslezské – expositura v Moravské Ostravě). Byli k ní však připojeny i moravské okresy Nový Jičín, Frýdek a za okupace zrušený okres Moravská Ostrava. Slezská expozitura (poslední samosprávný orgán Slezska) zanikla spolu se zrušením země Moravskoslezské.